# 聖克萊爾縣 (密歇根州)
聖克萊爾县（英語：St. Clair County）是美国密西根州東南部的一個縣，西隔圣克莱尔河與加拿大安大略省相望，面積2,167平方公里。根據2020年美國人口普查，共有人口16萬4,235人。縣治休倫港（Port Huron）。該縣成立於1820年3月28日，縣名紀念美國獨立戰爭時期將領、西北領地首任總督阿瑟·聖克萊（Arthur St. Clair）。